# Mümliswil-Ramiswil
Mümliswil-Ramiswil é uma comuna da Suíça, no Cantão Soleura, com cerca de 2.530 habitantes. Estende-se por uma área de 35,48 km², de densidade populacional de 71 hab/km². Confina com as seguintes comunas: Aedermannsdorf, Balsthal, Beinwil, Holderbank, Langenbruck (BL), Laupersdorf, Lauwil (BL), Matzendorf, Reigoldswil (BL), Waldenburg (BL). 
A língua oficial nesta comuna é o Alemão.

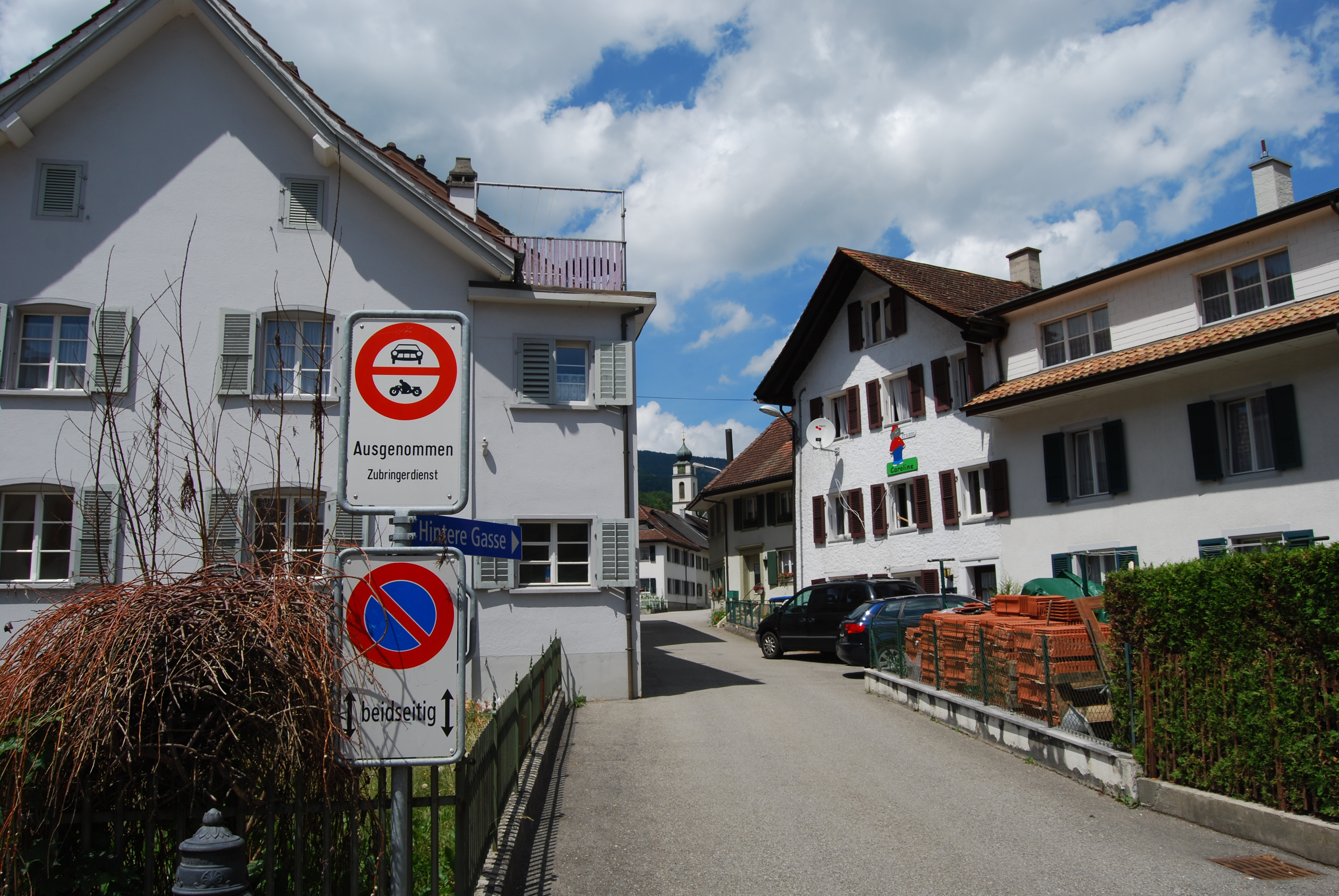
Mümliswil

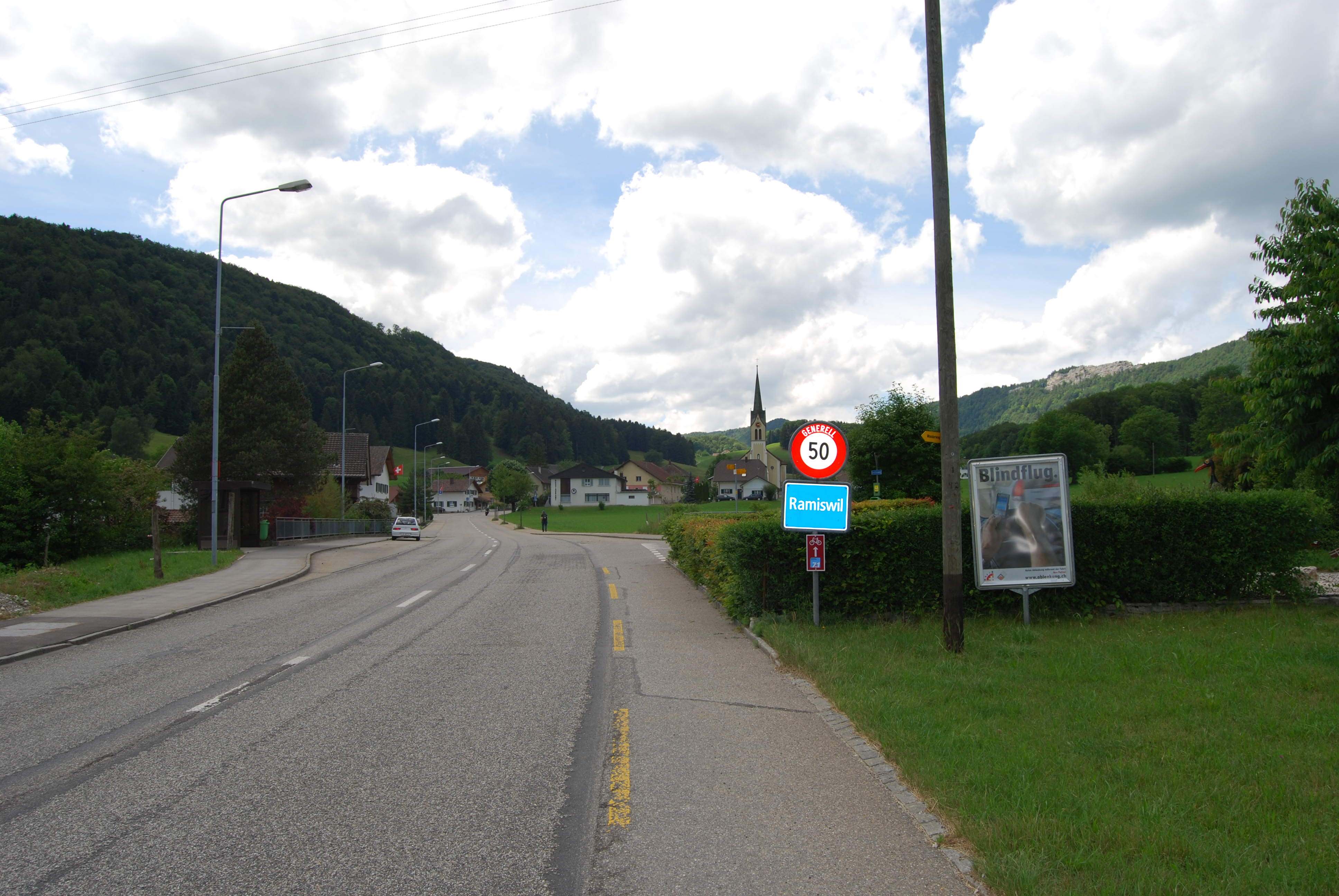
Ramiswil

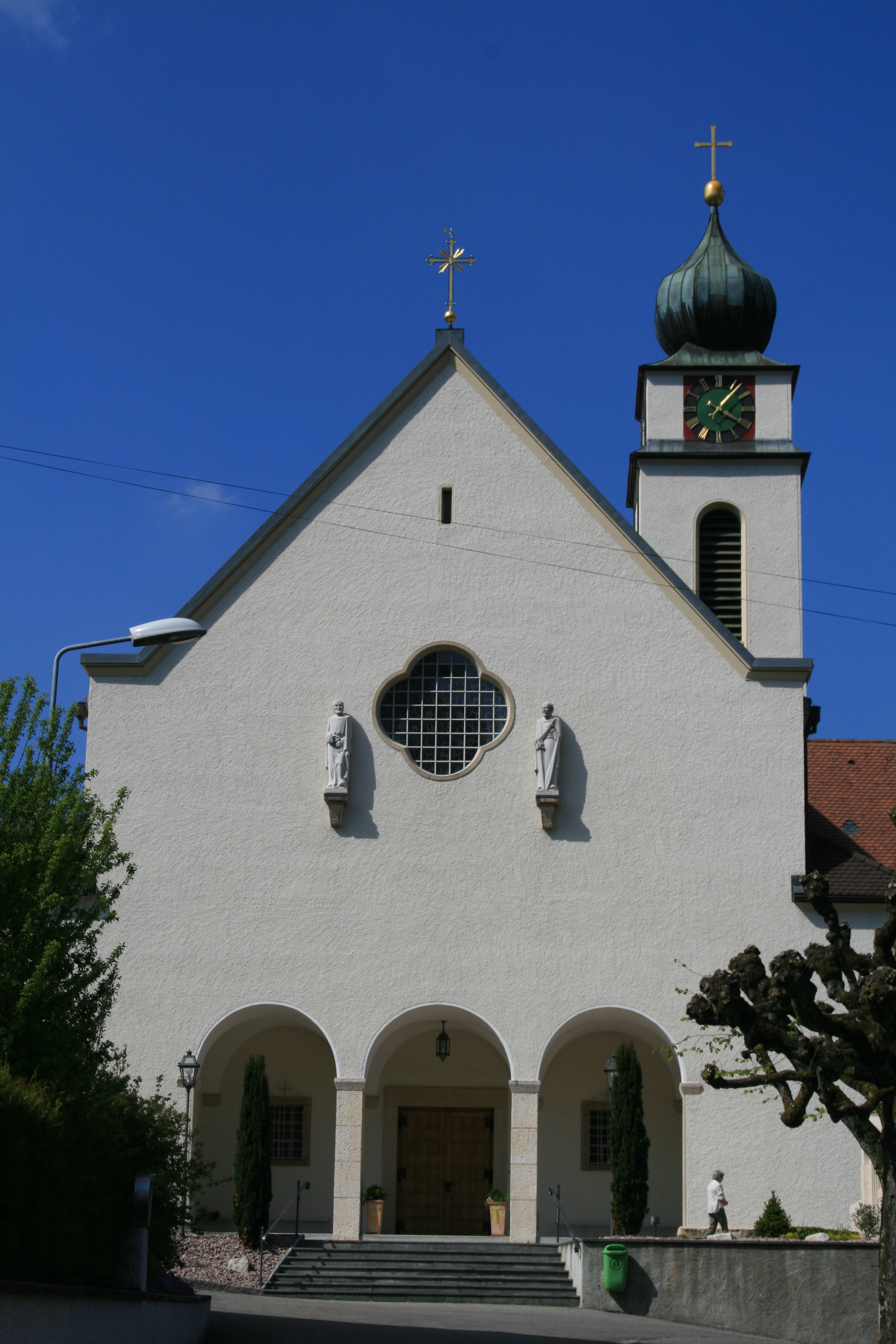